# Sireți
Sireți es una comuna y pueblo de la República de Moldavia ubicada en el distrito de Strășeni.
En 2004 tiene 5778 habitantes, la casi totalidad de los cuales son étnicamente moldavos-rumanos.
Se conoce su existencia desde el siglo XVI, aunque no es hasta el siglo XVII cuando recibe su nombre actual, pues anteriormente se llamaba Hărăți.
Se ubica en la orilla septentrional del lago Ghidighici, unos 9 km al este de Strășeni.